# Szalona Kazalnica
Szalona Kazalnica (słow. Hlúpa kazateľnica) – szczyt w głównej grani Tatr w Tatrach Bielskich o wysokości 1945 m n.p.m. Jest to niepozorny wierzchołek położony między Przełęczą pod Kopą (1750 m) na południu a przełęczą Szalony Przechód (1934 m) na północy. Pierwsze siodło oddziela Szaloną Kazalnicę od Małej Bielskiej Kopy (1773 m), drugie od Szalonego Wierchu (2061 m). Zachodnie, skalisto-trawiaste stoki szczytu stromo opadają do Doliny Zadnich Koperszadów. Wcinają się w nie 3 żleby. Łagodniejsze i trawiaste stoki wschodnie opadają do Doliny Przednich Koperszadów.
Po wschodniej stronie wierzchołka biegnie czerwony szlak turystyczny ze Zdziaru i Szerokiej Przełęczy Bielskiej na Przełęcz pod Kopą.

## Szlak turystyczny
Zdziar – Dolina Mąkowa – Dolina do Regli – Dolina Szeroka Bielska – Szeroka Przełęcz Bielska – Szalony Przechód – Przełęcz pod Kopą. Suma podejść 1075 m, czas przejścia: 3:55 h, ↓ 3:10 h